# Église Saint-Jean-Baptiste de Campagne
Pour les articles homonymes, voir Église Saint-Jean-Baptiste.
L'église Saint-Jean-Baptiste est une église catholique située à Campagne, en France.
Cet édifice fait l'objet d'une protection au titre des monuments historiques.

## Localisation
L'église Saint-Jean-Baptiste est située au sud-est du département de la Dordogne, en Périgord noir, dans le village de Campagne, à l'angle des routes départementales 35 et 706. Elle jouxte le parc du château de Campagne.

## Historique
L'édifice est construit au XIIe siècle en style roman. À la fin de ce même siècle, les seigneurs de Campagne sont inhumés sous son chœur.
L'église, dédiée à saint Jean-Baptiste, est celle d'un prieuré augustinien dépendant de Saint-Cyprien, et accueillant une léproserie en 1321. À la fin du XIVe siècle, l'église devient paroissiale.
En 1427, les Anglais incendient le château et ravagent l'église. Une chapelle funéraire, réservée aux seigneurs du lieu, est ajoutée au sud du chœur. Une baie plus lumineuse est ouverte au centre du chevet, et la nef, les chapelles et le clocher-mur actuels sont édifiés au XVe siècle ou au XVIe siècle.
En 1841, une grande porte est ajoutée entre le chœur et la chapelle funéraire. En 1887, une fenêtre est ouverte dans la chapelle nord, donnant sur le parc du château et les toitures de la nef et des chapelles sont refaites. Plusieurs vitraux portant cette date sont offerts à la paroisse.
L'église est inscrite au titre des monuments historiques le 22 août 1949.
En juillet 2025, la municipalité en interdit l'accès au public après que « des désordres structurels majeurs ont été détectés au niveau des voûtes ».

## Architecture
L'édifice est orienté sud-est - nord-ouest. À l'ouest, le portail en arc brisé est surmonté d'un clocher-mur à trois baies campanaires dont deux sont encore munies d'une cloche, la plus grosse datant de 1626 et l'autre de 1822. La nef, très étroite (3,20 m de large) par rapport à sa longueur (20,60 m), est ornée d'une litre funéraire noire. Deux chapelles latérales forment un faux transept avant le chœur roman qui se termine par un chevet plat. Le chœur est éclairé par deux fenêtres étroites romanes entre lesquelles une baie plus large a été ouverte ultérieurement.
Côté sud, une chapelle funéraire qui communique avec le parc du château est attenante au chœur, dont elle est isolée par une grande porte massive en bois de noyer. Hormis dans cette chapelle funéraire, ornée de culs-de-lampe figurant un animal et des têtes humaines, le reste de l'église est très sobre en termes de sculptures, le chœur présentant des colonnes surmontées de chapiteaux ornés de motifs géométriques ou en forme de crosse.

## Galerie de photos

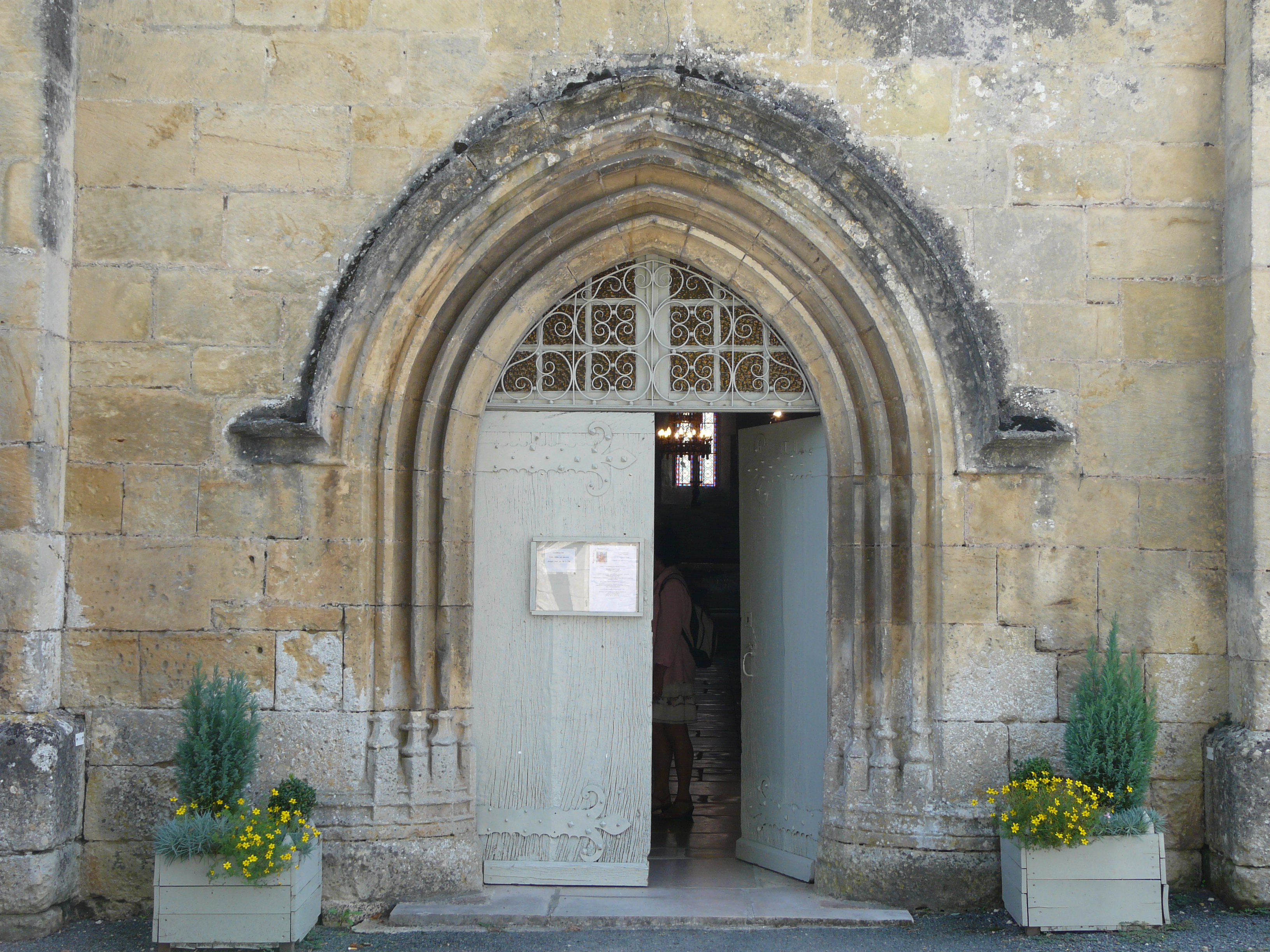
Le portail.
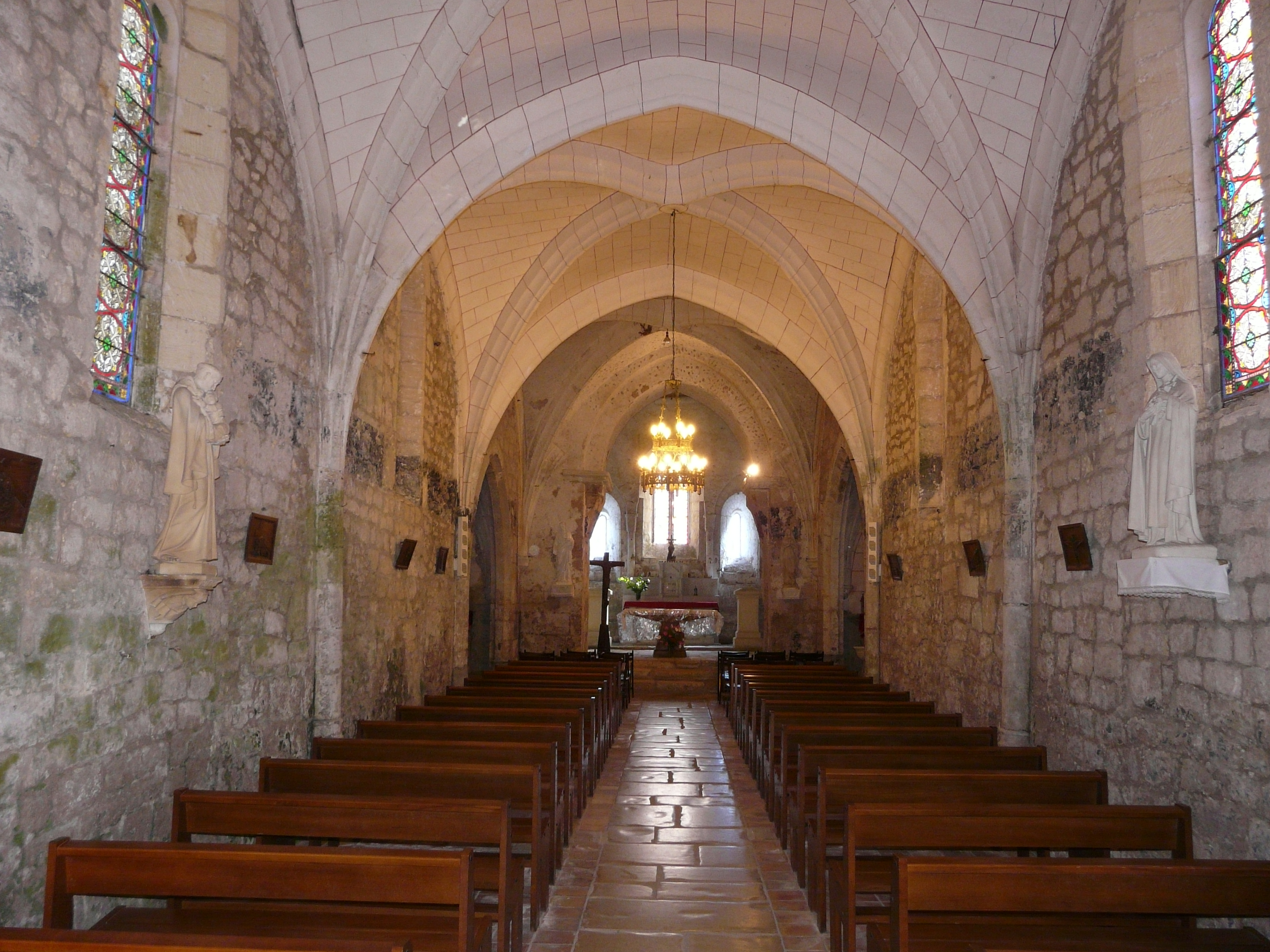
La nef.
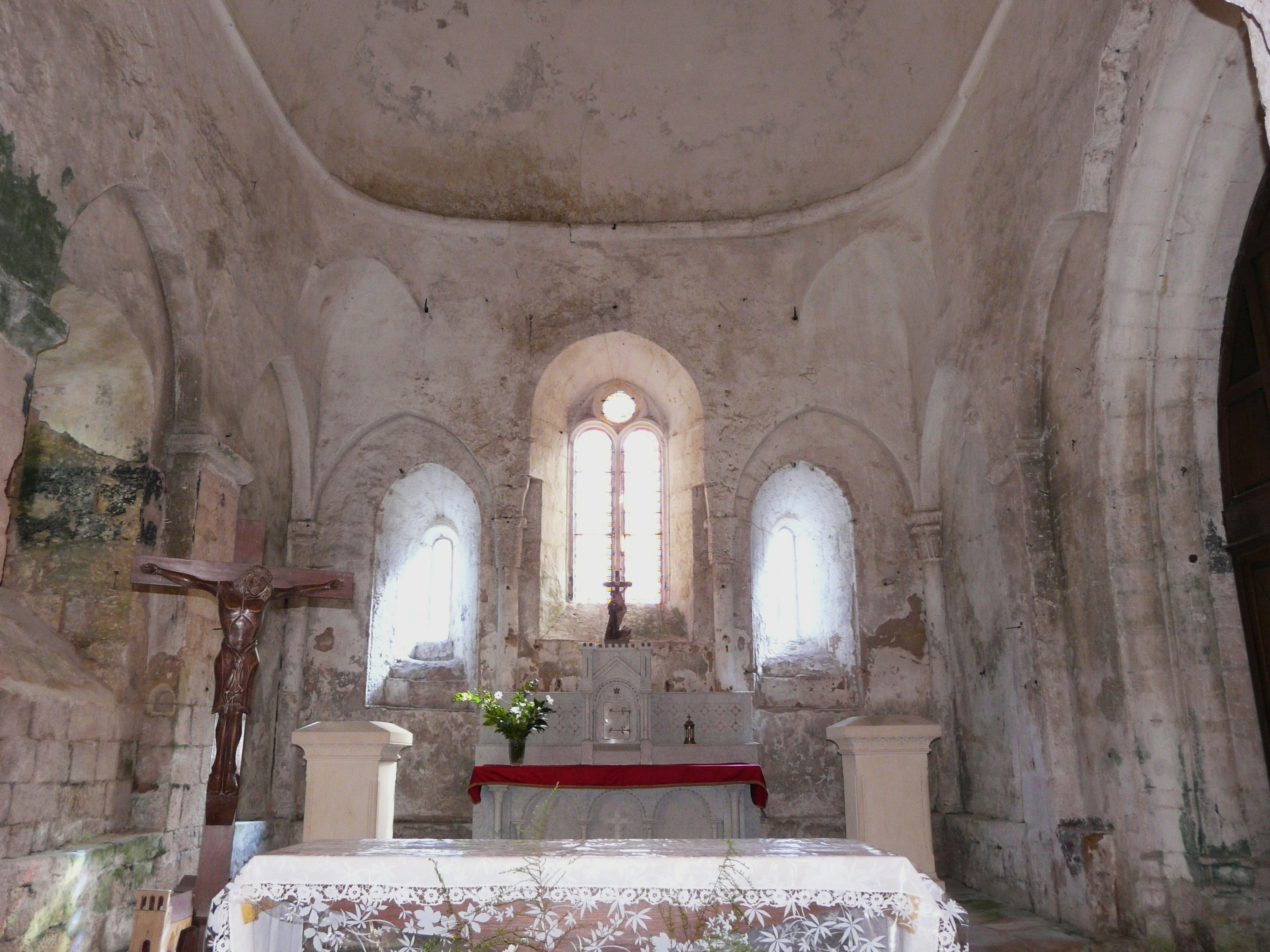
Le chœur.
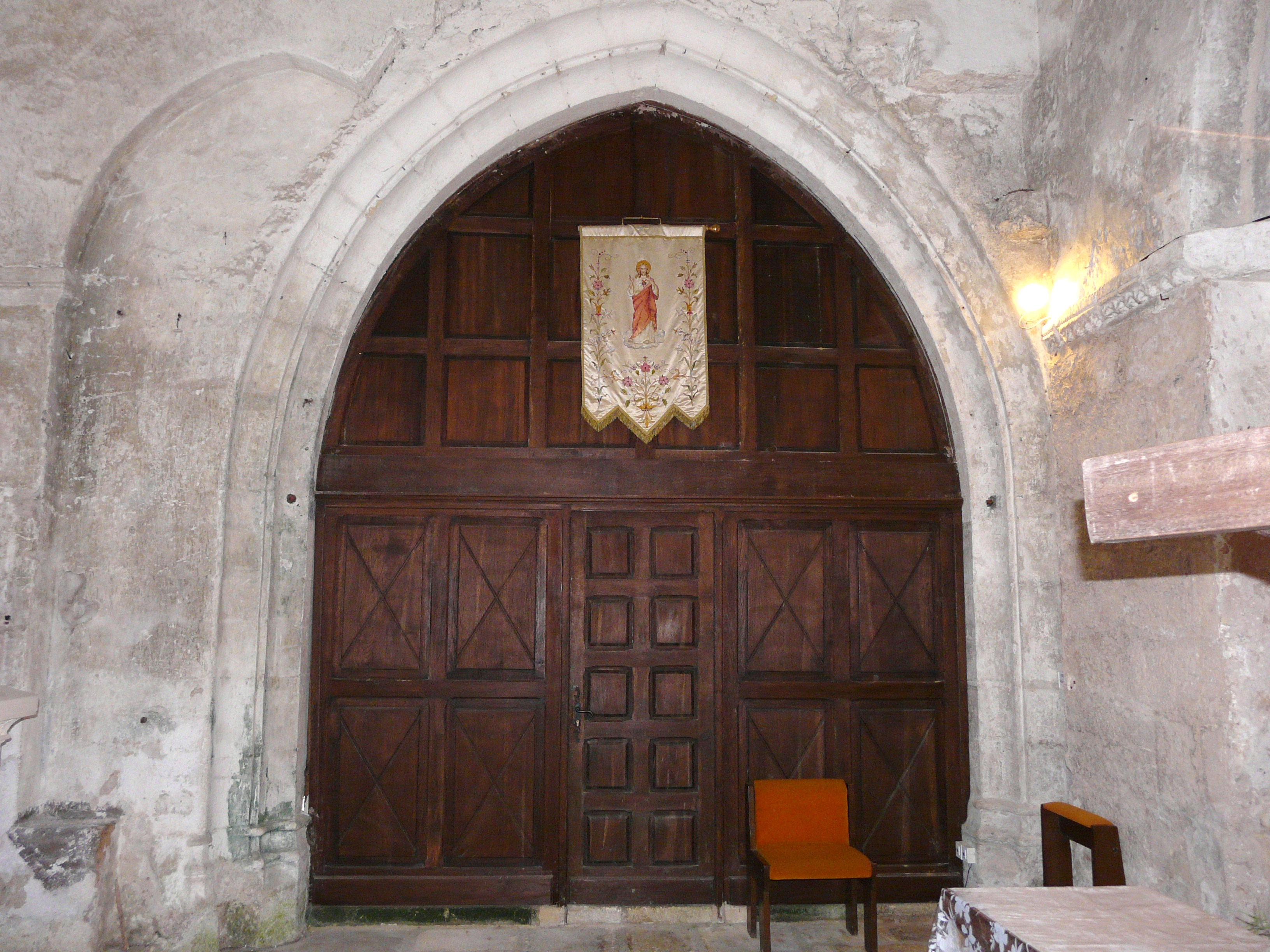
La porte entre le chœur et la chapelle funéraire.
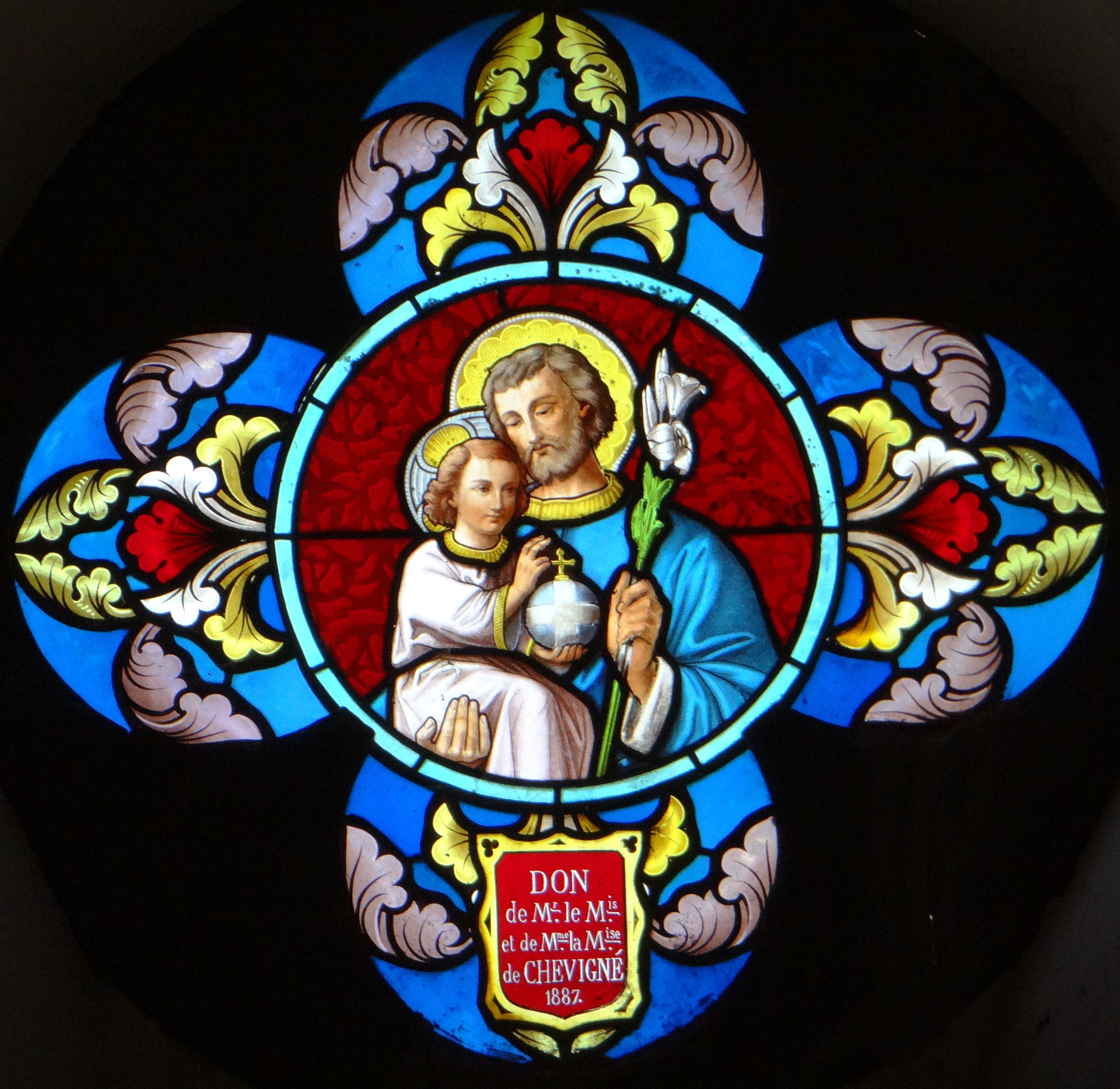
Le vitrail de la chapelle nord.